# O’Shea’s Limited (Opel)
O’Shea’s Limited war ein Montagewerk für Kraftfahrzeuge und damit Teil der Automobilindustrie in Irland.

## Unternehmensgeschichte
Das Unternehmen hatte seinen Sitz an South Mall and George’s Quay in Cork. Es montierte und vertrieb von 1937 bis 1965 Automobile von Opel. Als 1962 mit Reg. Armstrong Motors ein weiteres irisches Unternehmen Fahrzeuge von Opel fertigte, wurde der Vertrieb auf County Carlow, County Cork, County Kilkenny, County Tipperary, County Waterford und County Wexford beschränkt.
1965 endete die Montage. Danach verliert sich die Spur des Unternehmens.
Es sind trotz gleicher oder ähnlicher Firmierung keine Verbindungen zu O’Shea’s Limited (Daihatsu) aus Cork, O’Shea’s Limited (Dodge) aus Cork und O’Shea Group aus Dublin bekannt.

## Fahrzeuge
Gesichert überliefert ist nur der Opel Rekord. Es heißt, dass die Qualität der Fahrzeuge niedriger war als bei Reg. Armstrong Motors.

## Produktionszahlen
Nachstehend die Opel-Zulassungszahlen in Irland aus den Jahren, in denen O’Shea’s Limited sie montierte. Die Zahlen ab 1962 beinhalten auch die Montagen durch das andere Opel-Montagewerk, da eine Splittung nicht möglich ist.
| Jahr  | Zulassungszahlen |
| ----- | ---------------- |
| 1937  | 55               |
| 1938  | 120              |
| 1939  | 12               |
| 1956  | 32               |
| 1957  | 32               |
| 1958  | 56               |
| 1959  | 80               |
| 1960  | 53               |
| 1961  | 102              |
| 1962  | 219              |
| 1963  | nicht bekannt    |
| 1964  | 1.150            |
| 1965  | 1.291            |
| Summe | 3.202            |